# Poems (tomik Williama Andersona)
Poems – tomik szkockiego poety Williama Andersona (1805–1866) opublikowany w Edynburgu w 1845 nakładem oficyny J. Menziesa.
Zbiorek jest opatrzony dedykacją: To Henry Edwards, D.D., Ph.D., author of „Piety and Intellect Relatively Estimated”, „Christian Humility”, and several other works of merit. This volume is respectfully inscribed by his sincere friend, the author. Tomik zawiera cykle Landscape Lyrics, Poetical Aspirations i Poems Here First Collected. W zbiorze znalazły się utwory pisane strofą spenserowską, Thoughts, Loch Awe, i sonety.